# Stazione di Ulan Bator
La stazione di Ulan Bator (in mongolo Улаанбаатар өртөө) è la principale stazione ferroviaria a servizio della capitale mongola, posta sulla ferrovia Transmongolica.